# Coxelus
Coxelus is een geslacht van kevers uit de familie somberkevers (Zopheridae).

## Soorten
Deze lijst is mogelijk niet compleet.
- C. alinae
- C. bituberculatus
- C. granulatus
- C. pictus
- C. punctatus
- C. serratus
- C. sylvaticus
- C. yeti